# تسمم بالكاربامات
التسمم بالكربامات (بالإنجليزية: Carbamate poisoning)‏ هو التسمم بسبب التعرض لمركبات الكربامات، والتي تستخدم عادة كمبيدات
آفات في جميع انحاء العالم،، ويُستخدم بعض منها بشكل طبي. وتكون أعراض التسمم بالكربامات مشابهة لأعراض التسمم بمركبات الفوسفور العضوية. على الرغم من أنه أقل حدة أو يتطلب التعرض لكمية أكبر من المادة الكيميائية قبل ظهور الأعراض

## الأعراض
هناك مجموعة من الأعراض التي تظهر في حالة التسمم بالكاربامات، والتي منها: الأعراض المسكارينية، والأعراض النيكوتينية، وهناك أيضًا أعراض الجهاز العصبي المركزي، وبيان هذه الأعراض في التالي:

### الأعراض المسكارينية
- إنخفاض معدل ضربات القلب (بطء القلب). والذي يمكن أن يكون مهددًا للحياة، خاصة لدى الأشخاص الذين يعانون من حالات قلبية سابقة.
- انقباض القصبات الهوائية في الرئتين (تشنج قصبي). وهو تهديد محتمل للحياة ، خاصة عندما يقترن بتأثيرات النيكوتين على عضلات الجهاز التنفسي.
- انقباض حدقة العين.
- القيء وآلام في البطن.
- الإسهال.
- التعرق الشديد وسيلان اللعاب. وقد يؤدي مع اجتماعه مع العرضين السابقين  إلى الجفاف الشديد ونقص حجم الدم ، والذي يؤدي في الهاية إلى الوفاة.

### الأعراض النيكوتينية
- ضعف ورعشة وتشنجات في العضلات في جميع أنحاء الجسم ، وعادة ما تكون النتيجة الطبيعة لذلك هي فشل الجهاز التنفسي وعدم قدرته على العمل بفاعلية حيث يصبح الحجاب الحاجز والعضلات الأخري ضعيفة للغاية بحيث لا تستطيع تسهيل التنفس الطبيعي.[1]التركيب الكيميائي لمواد الكاربامات

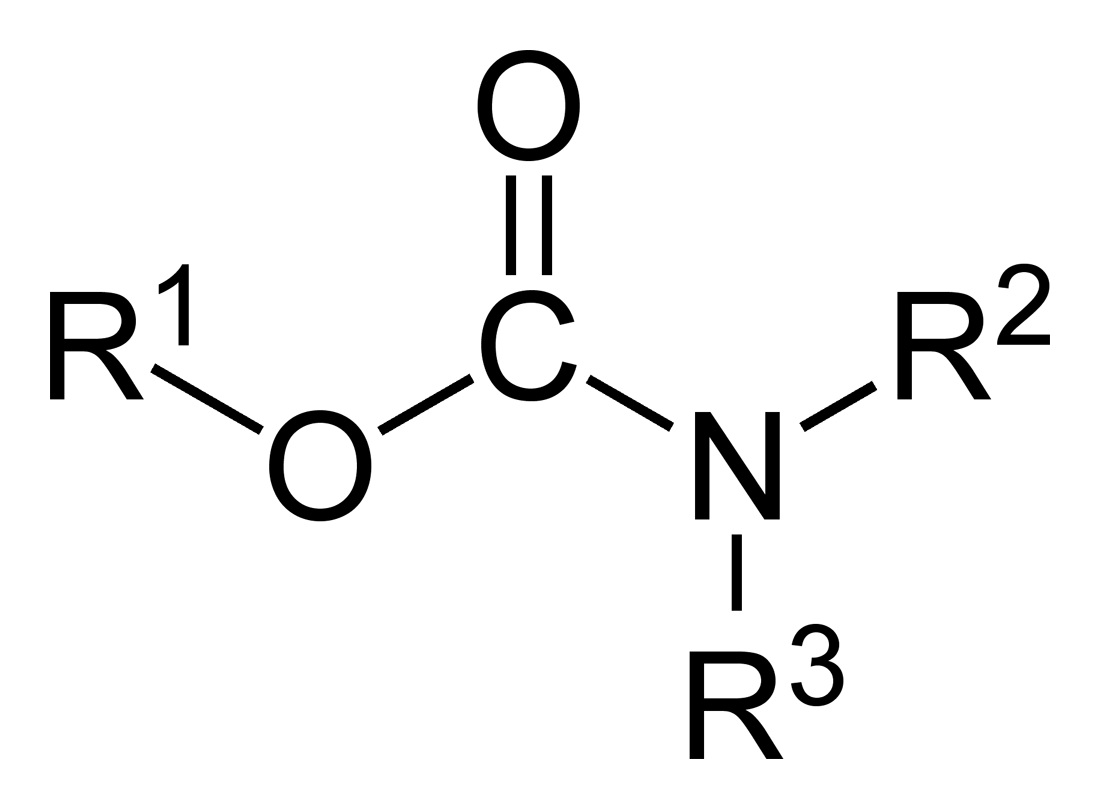
التركيب الكيميائي لمواد الكاربامات

### أعراض الجهاز العصبي
من الممكن في هذه الحالة ظهور أعراض الجهاز العصبي المركزي، ولكنها أقل تواترًا وشدة من تللك المرتبطة بالتسمم بالفوسفات العضوي وتشمل هذه الأعراض المحتملة ما يلي:
- الصداع
- القلق والتوتر
- الترنح
- نوبات قد تتطور إلى غيبوبة
- انقطاع التنقس بسبب خلل في مركز التنفس في الدماغ.

### التشابه مع الفوسفور العضوي
أعراض التسمم بالكاربامات متشابهة بشكل عام مع أعراض التسمم بالفوسفات العضوي، وعلى الرغم من ذلك فثمة بعض الاختلافات بينهما، فعلى العكس من التسمم بالفوسفات العضوي لا تسبب الكاربامات روابط تساهمية بين المادة الكيميائية واستيل كولين ستريز، وهذا يعني أن التسمم بالفوسفات وليس التسمم بالكاربامات يسبب فشلاً تنفسيًا بعد عدة أيام أو أسابيع من التعرض للمادة الكيميائيةـ بينما لا يسبب التسمم بالكاربامات آثارًا طويلة المدى.

## مسببات المرض، وطرق العلاج
تحدث معظم حالات التسمم بالكاربامات نتيجة التعرض لمنتجات المبيدات الحشرية التي تحتوي على المادة الكيميائية. وأكثر المواد الكارباماتية شيوعًا في الاستخدام، الكابتان Captan والفربامFerbam والكربوفورانCarbofuran والكارباريلCarbaryl، وبشكل عام فمعدل الوفيات بالكاربامات منخفض مقارنة بأنماط التسمم الأخرى، أما عن طرق علاج التسمم بالكاربامات فتكمن في إزالة التلوث والرعاية الداعمة، مع التركيز على إبقاء مجرى الهواء مفتوحًا، ويتم ذلك بواسطة استخدام أجهزة مجري الهواء الأنفية البلعومية أو الفموية. وفي حالات التسمم الشديدة يمكن استخدام الأتروبين كمضاد لمقاومة تاثيرات الكاربامات على الجهاز العصبي، ولأن السبب الأكثر شيوعًا لحالات الوفاة بعد التسمم بالكاربامات هو فشل الجهاز التنفسي ؛ لذا فإن أكثر طرق العلاج الحاحًا تتركز حول ضمان بقاء مجرى الهواء عند المريض مفتوحًا.

## انظر ايضًا
- تسمم بمركبات الفوسفور العضوية.